# Benelli Sport Special
La Benelli Sport Special, anche commercializzata con il marchio MotoBi, è una motocicletta prodotta dalla Benelli tra il 1968 e il 1973.

## Il contesto
Dopo l'unificazione di Benelli e MotoBi, avvenuta nel 1962, i modelli derivati dall'"Imperiale" rimasero in listino e furono commercializzati contemporaneamente con entrambi i marchi.
Il modello "Sport Special" fu l'ultimo a montare il monocilindrico a uovo progettato nel 1956 da Piero Prampolini, per la prima volta dotato di un cambio a 5 rapporti. La sua realizzazione fu decisa nel 1967 per tentare di recuperare quote di mercato, in particolare nel settore delle ottavo di litro, in seguito al grande successo della Gilera 124 5V, presentata nell'anno precedente. La "Sport Special" rappresenta l'evoluzione del precedente modello "Sprite", introdotto a sua volta nel 1966, che andò a sostituire.

## La moto

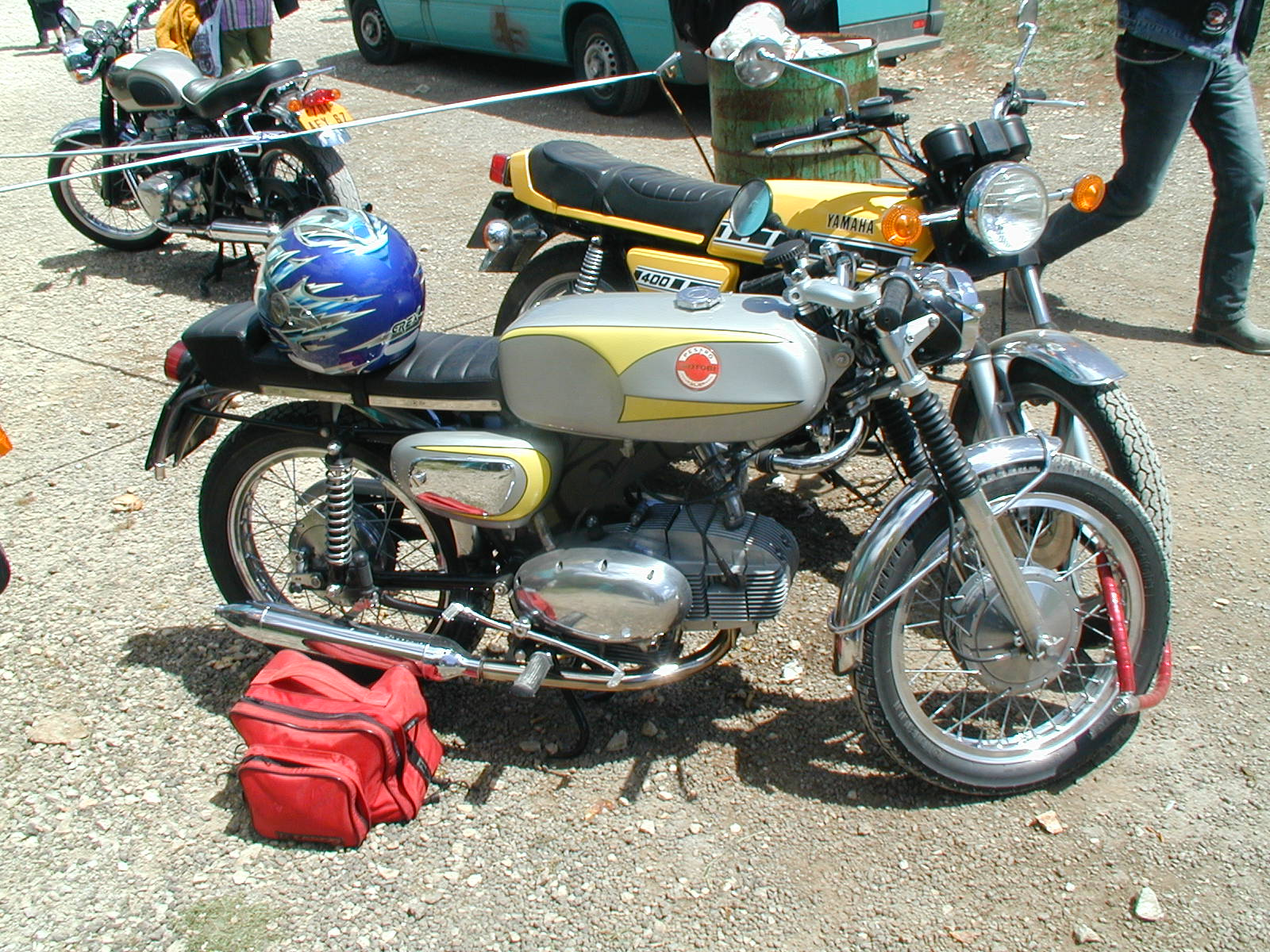
MotoBi Sport Special 250 1ª serie

Messa in vendita alla fine del 1968 (inizialmente con il solo marchio MotoBi, successivamente in percentuale crescente anche con il marchio Benelli), la prima serie della "Sport Special" riprendeva l'impostazione tecnica dell'"Imperiale" e della "Sprite", con il telaio monotrave superiore in lamiera stampata (di colorazione rossa oppure nera). L'attenzione dei tecnici fu rivolta a rendere il veicolo snello e compatto. Fin dall'inizio la motocicletta fu proposta nelle due motorizzazioni di 125 e 250 cm³, visivamente riconoscibili solo dalle colorazioni: argento con fregi rossi e telaio rosso per la "125", argento con fregi gialli e telaio nero per la "250". Questa prima serie era equipaggiata di serie con semimanubri bassi di impostazione sportiva; in alternativa era fornito dalla casa un manubrio di impostazione turistica, con traversa orizzontale di giunzione. La strumentazione era composta da un tachimetro/contachilometri integrato nel fanale. La disposizione dei comandi prevedeva la leva di avviamento ed il pedale del freno posteriore sul lato sinistro e il cambio a bilanciere sul lato destro.
In conformità all'indole sportiva del modello, il carburatore era dotato di serie di un cornetto di aspirazione privo di filtro, anche se a richiesta era disponibile un filtro dell'aria di forma circolare.
La "Sport Special" era dotata di batteria a 6 V ed 8 Ah, ma l'accensione (bobina/candela) e il fanale (abbagliante/anabbagliante) erano alimentati direttamente da un avvolgimento del volano; la batteria serviva ad alimentare le luci di posizione, la luce di stop e l'avvisatore acustico. Per accedere alla batteria era necessario rimuovere la sella.
Al suo lancio la "Sport Special", in particolare nella cilindrata 125, era tra le più performanti motociclette della rispettiva categoria (nel solco di una tradizione che aveva visto la MotoBi dominare per circa 15 anni i campionati di velocità juniores, conquistando oltre 2000 vittorie nelle classi 125, 175 e 250). La casa costruttrice non enfatizzava le prestazioni del motore di serie sui dépliant pubblicitari: per la "125", ad esempio, veniva dichiarata una potenza all'albero di 10 CV, quando in realtà ne sviluppava quasi 12,5 alla ruota.

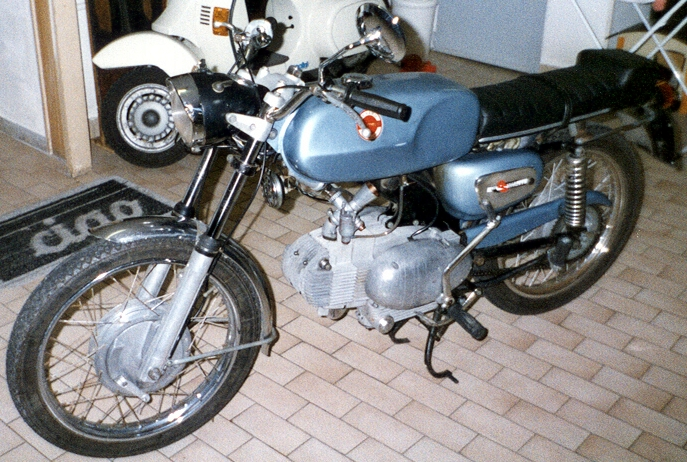
MotoBi Sport Special 125 2ª serie

Il pubblico accolse il modello favorevolmente, anche se l'interesse per le moto da strada e con motore a quattro tempi andava diminuendo a favore dei modelli da fuoristrada con motori a due tempi che dominarono il mercato delle motoleggere per tutti gli anni settanta.
Tra gli appassionati erano molto popolari i kit di elaborazione commercializzati da Primo Zanzani (già direttore tecnico del reparto corse MotoBi). Il kit motoristico, disponibile sia per la "125" che per la "250" a un prezzo di 63.000 Lire (nel 1970), comprendeva un albero a camme ed un pistone differenti, punterie al cromo ed un cambio con rapportatura modificata. La potenza saliva, nel caso della "125", a 16,5 CV a 10.800 giri per 140 km/h di velocità massima (praticamente le prestazioni della "250" di serie). A 70.000 Lire era disponibile il kit ciclistico comprendente rinforzi per il telaio, pedane arretrate, forcellone e boccole. Il serbatoio da corsa in alluminio era in vendita a 28.000 Lire.
All'inizio del 1971 venne introdotta la 2ª serie della "Sport Special", che manteneva inalterata la linea e la meccanica, beneficiando della nuova forcella a steli scoperti Marzocchi e delle tinte monocolore metallizzate azzurro, rosso, verde, grigio e bronzo, con telaio nero per entrambe le cilindrate. La moto veniva ora fornita di serie con semimanubri più alti e dotati di montatura regolabile "a braccialetto" che consentivano di assumere una posizione di guida più turistica, pur rimanendo invariata la posizione dei comandi a pedale. Il numero di esemplari prodotti con il marchio MotoBi era a questo punto una piccola frazione del totale: la grande maggioranza recava il marchio Benelli.

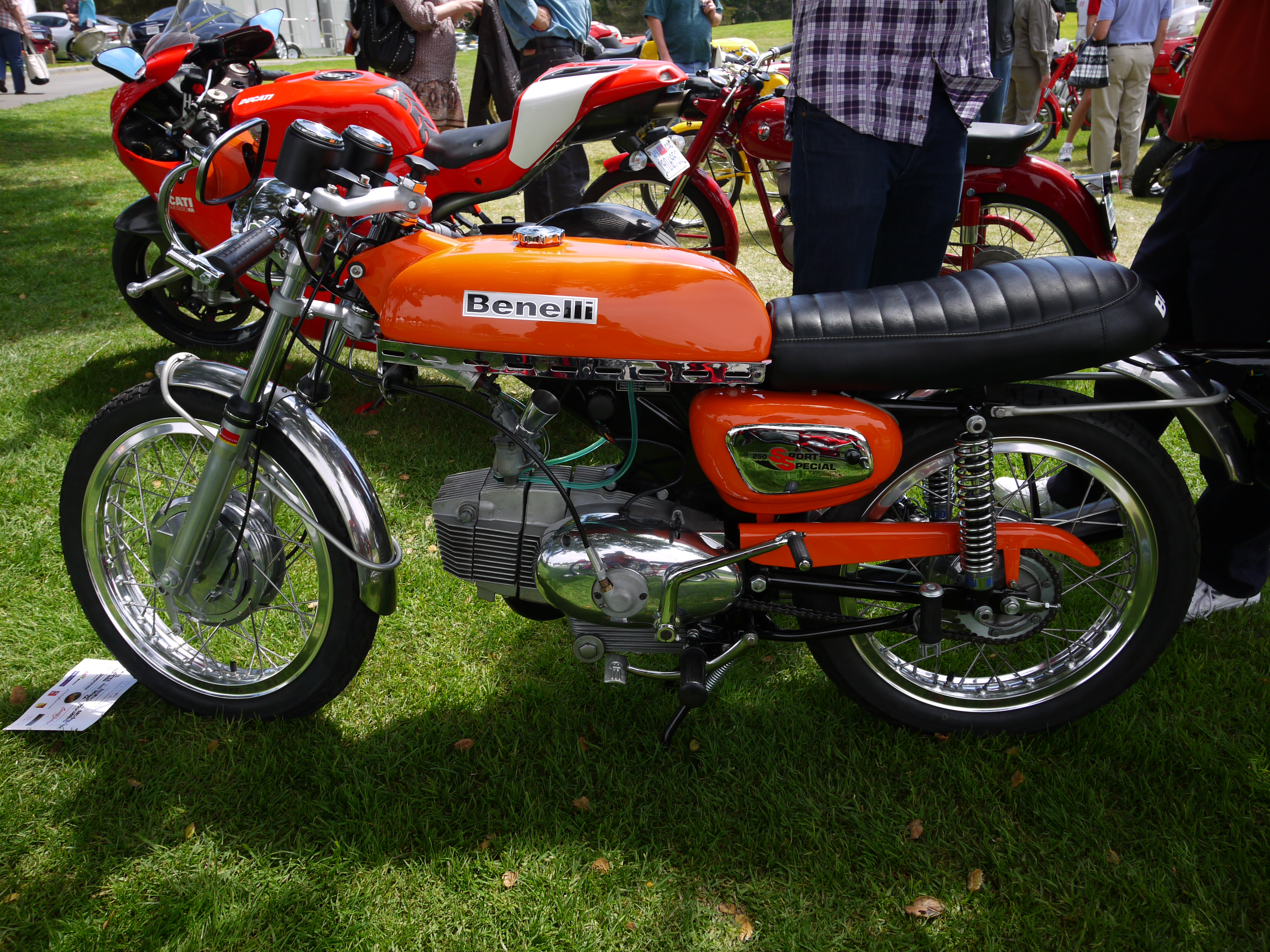
Benelli Sport Special 250 3ª serie

Al Salone di Milano del novembre 1971 fu presentata la 3ª ed ultima serie, modernizzata da una nuova sella, un serbatoio più snello e meno squadrato (oltre che meno capiente) con profilo inferiore cromato, un nuovo faro anteriore cromato e strumentazione montata a sbalzo sul manubrio, composta di tachimetro/contachilometri e contagiri. Un altro tratto caratteristico di questa serie era il coperchio della testata di forma squadrata anziché tondeggiante. Le tinte, sempre metallizzate, erano il blu, il rosso, il verde, il giallo ed il bronzo, con telaio nero.
Il prezzo di listino della "125" nel 1968 era di 215.000 Lire, nel 1972 aveva raggiunto le 311.000 Lire.
La "Sport Special" uscì di produzione alla fine del 1973, dopo circa 20.000 esemplari costruiti, dei quali il 70% nella cilindrata "125" e l'80% commercializzati con il marchio Benelli.

## Dati tecnici
| Dati                                       | Sport Special 125                                                       | Sport Special 250                                                       |
| ------------------------------------------ | ----------------------------------------------------------------------- | ----------------------------------------------------------------------- |
| Motore: 4 tempi monocilindrico orizzontale | 54x54 mm 123,6 cm³                                                      | 74x57 mm 245,1 cm³                                                      |
| Rapporto di compressione:                  | 9,2:1                                                                   | 8,5:1                                                                   |
| Potenza e regime:                          | 12,5 CV a 8.500 giri                                                    | 16,5 CV a 7.500 giri                                                    |
| Testa e cilindro:                          | in lega leggera                                                         | in lega leggera                                                         |
| Posizione valvole:                         | in testa, inclinate tra loro di 60°                                     | in testa, inclinate tra loro di 60°                                     |
| Comando valvole:                           | ad aste e bilancieri                                                    | ad aste e bilancieri                                                    |
| Accensione:                                | a volano magnete con bobina AT esterna                                  | a volano magnete con bobina AT esterna                                  |
| Carburatore:                               | Dell'Orto UB22BS                                                        | Dell'Orto UB24BS2                                                       |
| Lubrificazione:                            | forzata con pompa a ingranaggi                                          | forzata con pompa a ingranaggi                                          |
| Frizione:                                  | a dischi multipli a bagno d'olio                                        | a dischi multipli a bagno d'olio                                        |
| Cambio:                                    | in blocco a 5 rapporti, comando a pedale                                | in blocco a 5 rapporti, comando a pedale                                |
| Trasmissione:                              | primaria ad ingranaggi elicoidali, secondaria a catena                  | primaria ad ingranaggi elicoidali, secondaria a catena                  |
| Telaio:                                    | monotrave superiore a culla aperta in lamiera stampata e tubi d'acciaio | monotrave superiore a culla aperta in lamiera stampata e tubi d'acciaio |
| Sospensioni ant.:                          | con forcella telescopica                                                | con forcella telescopica                                                |
| Sospensioni post.:                         | forcellone oscillante con ammortizzatori idraulici                      | forcellone oscillante con ammortizzatori idraulici                      |
| Ruote:                                     | a raggi in acciaio 18"                                                  | a raggi in acciaio 18"                                                  |
| Pneumatici:                                | ant. 18"x2.75, post. 18"x2.75(125)-18"x3.00 (250)                       | ant. 18"x2.75, post. 18"x2.75(125)-18"x3.00 (250)                       |
| Freni (a tamburo):                         | A ∅ 175 mm - P 125 ∅ mm                                                 | A ∅ 175 mm - P 125 ∅ mm                                                 |
| Lunghezza:                                 | 1.940 mm                                                                | 1.940 mm                                                                |
| Larghezza:                                 | 830 mm                                                                  | 830 mm                                                                  |
| Altezza:                                   | 970 mm                                                                  | 970 mm                                                                  |
| Altezza sella:                             | 710 mm                                                                  | 710 mm                                                                  |
| Passo:                                     | 1.260 mm                                                                | 1.260 mm                                                                |
| Altezza min. da terra:                     | 150 mm                                                                  | 150 mm                                                                  |
| Capacità serbatoio benzina:                | 12,5 litri (1ª e 2ª serie) / 11 litri (3ª serie)                        | 12,5 litri (1ª e 2ª serie) / 11 litri (3ª serie)                        |
| Capacità coppa olio:                       | 2 kg                                                                    | 2 kg                                                                    |
| Peso a secco:                              | 103 kg                                                                  | 108 kg                                                                  |
| Velocità massima:                          | 130 km/h                                                                | 140 km/h                                                                |
| Accelerazione (400 m):                     | 18" 9 secondi                                                           | -                                                                       |
| Consumo:                                   | 2,6 litri x 100 km                                                      | -                                                                       |